# Astrid Karuna Feuser
Astrid Karuna Feuser (* 1951 in Düsseldorf) ist eine deutsche Künstlerin.

## Biographie
Nach dem Abitur studierte Feuser von 1970 bis 1977 Kunst, Philosophie und Pädagogik an der Kunstakademie Düsseldorf, ab 1975 als Meisterschülerin. Sie erhielt Stipendien der Ernst-Poensgen-Stiftung und des Rijkscentrums Frans Masereel in Belgien und gründete zusammen mit Bernd Finkeldei,  Rissa, Udo Scheel und Norbert Tadeusz die Malergruppe Axiom (1977–1980). Bis 1986 arbeitete Feuser im Schuldienst, den sie aufgrund einer Krisenerfahrung kündigte, um nur noch als freischaffende Künstlerin zu arbeiten. Im Jahr 1986 erhielt sie bei der Großen Kunstausstellung NRW in Düsseldorf den Kunstpreis der Künstler. 1987 bekam sie ein Stipendium der Günther-Peill-Stiftung und 1989 ein Reisestipendium der Stadt Düsseldorf nach Ein Hod in Israel. 1996 und 1997 wurde sie zur Reiki-Meisterin und -Lehrerin ausgebildet. 2007 wurde Feuser im Wasserschloss Klaffenbach der Stadt Chemnitz der 3.-Von-Taube-Preis für Künstlerbücher verliehen.
Astrid Karuna Feuser lebt in Haldern am Niederrhein.

## Einzelausstellungen (Auswahl)
| Jahr | Titel                                                    | Ausstellungsort                           | Stadt                   | gemeinsam mit                  |
| ---- | -------------------------------------------------------- | ----------------------------------------- | ----------------------- | ------------------------------ |
| 1981 | Foyerausstellung                                         | Hochschule für Bildende Künste            | Münster                 |                                |
| 1983 |                                                          | Simultanhalle                             | Köln                    | Jochen Weber-Diederichs        |
|      | Menschenbilder                                           | Benrather Kulturkreis                     | Düsseldorf-Benrath      | Hermann-Josef Mispelbaum       |
| 1985 |                                                          | Leopold-Hoesch-Museum                     | Düren                   |                                |
| 1986 |                                                          | Städt. Museum Haus Koekoek                | Kleve                   |                                |
|      |                                                          | de Vrijhof T. H. T.                       | Enschede, Niederlande   | Henk Maßen                     |
| 1987 |                                                          | Stadsmuseum                               | Doetinchem, Niederlande |                                |
|      | Schmerzeherzen                                           | Städt. Museum                             | Wesel                   |                                |
|      |                                                          | Große Kunstausstellung NRW                | Düsseldorf              |                                |
|      | Fast Nacht                                               | Rathaus der Stadt                         | Rees                    |                                |
| 1989 |                                                          | Stedelijk Museum / Museum Henriette Polak | Zutphen, Niederlande    |                                |
|      |                                                          | Leopold-Hoesch-Museum                     | Düren                   |                                |
| 1992 | Seelen-Theater                                           | Kunstforum                                | Gummersbach             |                                |
|      | Seelen-Theater                                           | Galerie am Lambertihof                    | Oldenburg               |                                |
| 1994 | Himmelstier und angelos                                  | Schlößchen Borghees und Stadtsparkasse    | Emmerich                |                                |
|      | Belichtung – Kampf um Anerkennung                        | Koenraad-Bosman-Museum                    | Rees                    | Zeichnungen zu Ernst Isselmann |
| 1995 | Manitu und Kellergeister                                 | Museum für Kunst                          | Goch                    |                                |
|      | Goldstraße 15                                            | Atelierhaus der Stadt                     | Duisburg                |                                |
|      |                                                          | Koenraad-Bosman-Museum                    | Rees                    |                                |
| 2001 |                                                          | Rathaus                                   | Weeze                   |                                |
| 2007 | Vater Himmel – Mutter Erde                               | Koenraad-Bosman-Museum                    | Rees                    |                                |
| 2008 |                                                          | Kontorhaus                                | Duisburg                |                                |
|      | l'espace – lespaß                                        | Haus Hildener Künstler, H6                | Hilden                  |                                |
| 2009 | Das Dach der Welt                                        | Museum Bad Herrenalb                      | Bad Herrenalb           |                                |
|      | Sternenmenschen                                          | Westl. Orangerie Kloster Kamp             | Kamp-Lintfort           |                                |
| 2011 | Sternenfänger                                            | Kunstforum                                | Gummersbach             |                                |
| 2012 | Wunderfalken                                             | Historischer Wasserturm                   | Wesel                   |                                |
|      | Merkaba                                                  | Baumhaus                                  | Wismar                  |                                |
| 2015 | Seitenwechsel                                            | Kunst- & Museumsbibliothek                | Köln                    |                                |
| 2017 | Anderswelten                                             | Kunstverein Gelderland                    | Geldern                 |                                |
| 2019 | Drachenreiter. Zeichnungen, Gebetsfahnen, Künstlerbücher | Haus Hildener Künstler, H6                | Hilden                  |                                |
| 2019 | Gebetsfahnen                                             | ArToll Kunstlabor                         | Bedburg-Hau             |                                |
| 2023 | Dreamland. Zeichnungen, Collagen, Gebetsfahnen           | Koenraad-Bosman-Museum                    | Rees                    |                                |

## Gruppenausstellungen (Auswahl)
| Jahr | Titel                                                  | Ausstellungsort               | Stadt                 | gemeinsam mit |
| ---- | ------------------------------------------------------ | ----------------------------- | --------------------- | --- |
| 1975 | Winterausstellung der Künstler von Nordrhein-Westfalen | Kunstpalast                   | Düsseldorf            | |
| 1978 |                                                        | Stadtschloss                  | Fulda                 | Gruppe Axiom |
| 1981 | Einblick – Ausblick – Überblick                        | Rathaus                       | Bocholt               | Künstler der Region |
| 1983 | Villa Romana                                           | Kunstverein                   | Mannheim              | |
| 1983 | Zeit – Räume – Spuren                                  | Mercatorhalle                 | Duisburg              | |
| 1984 | Kunstlandschaft Bundesrepublik                         | Neuer Berliner Kunstverein    | Berlin                | |
| 1985 | Standpunkt beziehen                                    | Städt. Museum Haus Koekkoek   | Kleve                 | |
| 1986 | Grenznah                                               | Rathaus                       | Castrop-Rauxel        | Henk Maassen, Willy Oster |
| 2005 | Große Düsseldorfer Kunstausstellung                    | Kunstpalast                   | Düsseldorf            | |
| 2012 | Huntenkunst                                            |                               | Doetinchem            | |
| 2013 | Alles im Kasten                                        | Haus im Park                  | Emmerich am Rhein     | |
| 2015 | Bandbreite Kunst-Archiv Peter Kerschgens               | Haus Hildener Künstler, H6    | Hilden                | Ideenspeicher 4 |
| 2016 | Entdeckungsreisen Kunst-Archiv Peter Kerschgens        | Museum Katharinenhof          | Kranenburg            | Ideenspeicher 5 |
| 2016 | Dem Paradies so nah – Symposion für Zeichner           | artroll                       | Goch                  | 23 Künstlerinnen und Künstler, u. a. Maarten Becks, Ines Braun, Mike Bruchner, Norbert Bücker, Karin Elfrink, Gerda Förster, Sigurt Gottwein |
| 2016 | 41. Ausstellungsprojekt                                | projektraum-bahnhof25.de e.V. | Kleve                 | Brigitte Gmachreich-Jünemann, Marco Henkenjohann, Caroline Koenders, Patrick Magnus, Werner Reuber                                           |
| 2017 | big surprise Kunst-Archiv Peter Kerschgens             | ACEC gebouw                   | Apeldoorn/Niederlande | Ideenspeicher 10 |
| 2018 | Retrospektive                                          | Kunstforum Gummersbach        | Gummersbach           | 30 Jahre Kunstforum Gummersbach |